# Non mi uccidere (film)
Non mi uccidere è un film del 2021 diretto da Andrea De Sica.
Il film, con protagonisti Alice Pagani e Rocco Fasano, è l'adattamento cinematografico dell'omonimo romanzo del 2005 scritto da Chiara Palazzolo.

## Trama
Mirta è follemente innamorata del suo Robin, ricambiata, con cui intraprende una passionale relazione: tuttavia il sogno dura poco, poiché i due moriranno insieme affrontando una trasgressione dopo che lui le aveva promesso che, qualora questo disastro fosse successo, sarebbero tornati entrambi.
Infatti Mirta torna e, non trovando però Robin accanto, si mette alla sua ricerca; nel frattempo, come "sopramorta", deve nutrirsi di corpi vivi e sfuggire a chi le dà la caccia.

## Produzione
Gli effetti speciali del film sono curati dalla Chromatica.

## Colonna sonora
Il singolo Non mi uccidere, scritto per il film, è cantato dalla protagonista Alice Pagani insieme alla rapper Chadia Rodríguez.

## Promozione
Il primo trailer del film è stato diffuso il 9 aprile 2021.

## Distribuzione
Il film è stato distribuito on demand sulle principali piattaforme streaming a partire dal 21 aprile 2021.

## Riconoscimenti
- 2021 - Nastro d'argento[4]
  - Candidatura per il miglior film
  - Candidatura per la migliore fotografia a Francesco Di Giacomo
  - Candidatura per il migliore montaggio a Pietro Morana
  - Candidatura per la miglior colonna sonora ad Andrea De Sica e Andrea Farri